# Cyathea sorisquamata
Cyathea sorisquamata är en ormbunkeart som beskrevs av Roland Napoléon Bonaparte. Cyathea sorisquamata ingår i släktet Cyathea och familjen Cyatheaceae. Inga underarter finns listade.